# God Loves Ugly
God Loves Ugly è il secondo album in studio del gruppo rap statunitense Atmosphere, pubblicato nel 2002.

## Tracce
1. Onemosphere – 2:19
2. The Bass and the Movement – 4:04
3. Give Me – 4:02
4. Fuck You Lucy – 5:33
5. Hair – 3:23
6. GodLovesUgly – 3:52
7. A Song About a Friend – 4:28
8. Flesh (feat. I Self Devine) – 4:09
9. Saves the Day – 3:44
10. Lovelife – 3:35
11. Breathing – 3:02
12. Vampires – 4:19
13. A Girl Named Hope – 2:09
14. GodLovesUgly Reprise – 1:49
15. Modern Man's Hustle – 3:47
16. One of a Kind – 3:30
17. Blamegame – 4:50
18. Shrapnel – 6:53